# 田沢智治
田沢 智治（たざわ ともはる、田澤 智治、1932年（昭和7年）11月23日 - 2006年（平成18年）11月21日）は、日本の政治家。位階は正四位。勲等は旭日重光章。参議院議員、法務大臣、日本大学理事、日本会理事長を歴任。

## 来歴・人物
神奈川県横浜市出身。1956年に日本大学法学部を卒業。日大会頭・古田重二良の懐刀である。
日大評議員などを経て、1980年の第12回参議院議員通常選挙に自由民主党公認で全国区から出馬し、初当選。その後、比例区から立候補して、連続当選3回。党内では福田派→安倍派→三塚派に所属。
第2次中曽根内閣 (第1次改造)の通商産業政務次官、参議院文教委員長を経て、1995年の8月に村山改造内閣の法務大臣として初入閣したが、かねてから親密な関係にあった立正佼成会からの2億円借り入れ問題が発覚した。当時野党第一党だった新進党に対し、代表質問でこの問題を取り上げないよう裏取引しようとした疑惑も浮上し、わずか2か月で辞任に追い込まれた。法相在任期間が短かった為、死刑執行起案書はまわってこなかった。
1998年、第18回参議院議員通常選挙で落選し政界引退。
2006年11月21日午前5時8分、間質性肺炎の為、東京都文京区の病院で死去。正四位に叙された。

## 略歴
- 1932年 - 誕生。
- 1980年 - 第12回参議院議員通常選挙当選。
- 1984年 - 通商産業政務次官。
- 1986年 - 第14回参議院議員通常選挙当選。
- 1987年 - 参議院文教委員長。
- 1992年 - 第16回参議院議員通常選挙当選。
- 1995年 - 法務大臣。
- 2003年 - 旭日重光章受章。
- 2006年 - 正四位叙位。
- 2006年 - 死去。